# دانييل دا سيلفا
دانييل دا سيلفا (بالبرتغالية: Daniel da Silva‏) (مواليد 27 مايو 1973) هو لاعب كرة قدم. يلعب مع منتخب البرازيل لكرة القدم منذ عام 2002.

## وصلات خارجية
- دانييل دا سيلفا على موقع رابطة كرة القدم اليابانية للمحترفين (اليابانية)
- دانييل دا سيلفا على موقع قاعدة بيانات كرة القدم.إي يو (الإنجليزية)
- دانييل دا سيلفا على موقع ناشيونال فوتبول تيمز (الإنجليزية)
- دانييل دا سيلفا على موقع عالم كرة القدم.نت (الإنجليزية)

- National Football Teams